# ラオスモリチメドリ
ラオスモリチメドリ（Stachyris herberti）は、鳥綱スズメ目チメドリ科に分類される鳥類。 

## 分布
ベトナム中部、ラオス中部
以前はラオス中部の2ヶ所でのみ採集例があったが、ベトナム中部において新しい分布域が発見された。

## 形態
全長18センチメートル。全身の羽衣は濃灰色。頭頂の羽衣は褐色がかり、頬の羽衣は白、喉は淡色。尾羽は暗黄色がかり、黒く細い横縞が入る。風切羽は褐色がかる。
嘴は淡灰色。

## 生態
基底が石灰岩の原生林に生息し、露出した岩が点在する環境を好む。
食性は動物食で、昆虫を食べる。

## 人間との関係
開発による生息地の破壊などによる生息数の減少が懸念されている。